# 스강구

스강 구의 위치

스강구(한국어: 석강구, 중국어: 石岡區, 병음: Shígāng Qū)는 중화민국 타이중시의 시할구이다. 넓이는 18.2105km2이고, 인구는 2015년 8월 기준으로 15,323명이다.

## 지리
스강 구는 타이중시 동북부의 다자시(大甲渓)와 신서허(新社河)에 끼어있는 습지에 위치하고 있다. 동북쪽은 다자시를 사이에 두고 둥스 구와, 남쪽은 신서 구와, 서쪽은 펑위안 구와 각각 접하고 있다. 총 면적은 18.2105km2로 타이중 현 안에서 가장 작은 향진이다. 지세는 서남쪽 및 북단이 산악 지대이고 중간에 좁은 평원이 펼쳐져 있다. 동서는 약 6.326km , 남북은 4.579km이다.

## 역사
스강 구의 옛 이름은 석강자(石崗仔)이며, 다자시 남안의 사주에 위치해 작은 돌이 펼쳐진 것에서 붙여진 이름이다.
스강은 박자해평포족(拍仔海平埔族, Pazeh) 박자리군(樸仔籬群, Varutto)의 사료각사의 거주지이며, 또 일찍이 아타얄족도 활동하고 있었다. 강희 연간말이 되면서 스강에 객가인의 이주가 시작되었다. 청초에 창화현 묘무동서보에 속하고 있던 스강 지구는, 건륭 중기가 되면서 색동상하보로 개편되었으며 1887년(광서 13년)에 대만성이 설치되면서 대만부 대만현 색동상보로 재차 고쳐졌다.
1896년부터 일본의 대만 통치가 시작되면서 다이추 현이 설치되었고, 그 아래로 변무서가 설치되었다. 1920년 10월, 지방 제도 실시와 함께 대규모 행정구 개혁이 실시되어 스강 지구는 옛 이름인 석강자를 간략화한 일본풍의 이시오카(石岡)로 개칭되는 것과 동시에 다이추 주 도세이 군 이시오카 장으로 고쳐졌다. 전후, 타이중 현 둥스 구 스강 향으로 개칭되었다. 1950년의 구의 폐지로 타이중 현 스강 향으로 개편되어 현재에 이르고 있다.

## 같이 보기
- 타이중시